# Ewrenozowo
Ewrenozowo (bułg. Евренозово) – wieś w południowo-wschodniej Bułgarii, w obwodzie Burgas, w gminie Małko Tyrnowo. Według danych Narodowego Instytutu Statystycznego, 31 grudnia 2011 roku wieś liczyła 40 mieszkańców.